# Siemianówka (przystanek kolejowy)
Siemianówka (ukr. Семенівка, ros. Семяновка) – przystanek kolejowy w pobliżu miejscowości Siemianówka, w rejonie lwowskim, w obwodzie lwowskim, na Ukrainie.
Przystanek istniał przed II wojną światową.